# Weyarn
Weyarn este o comună din landul Bavaria, Germania.